# Su Mullone
(Alberto La Marmora, Viaggio in Sardegna)
Su Mullone, con i  suoi 1050 m s.l.m., è la cima più alta del Massiccio del Montiferru e si trova nel territorio comunale di Santu Lussurgiu.

## Descrizione

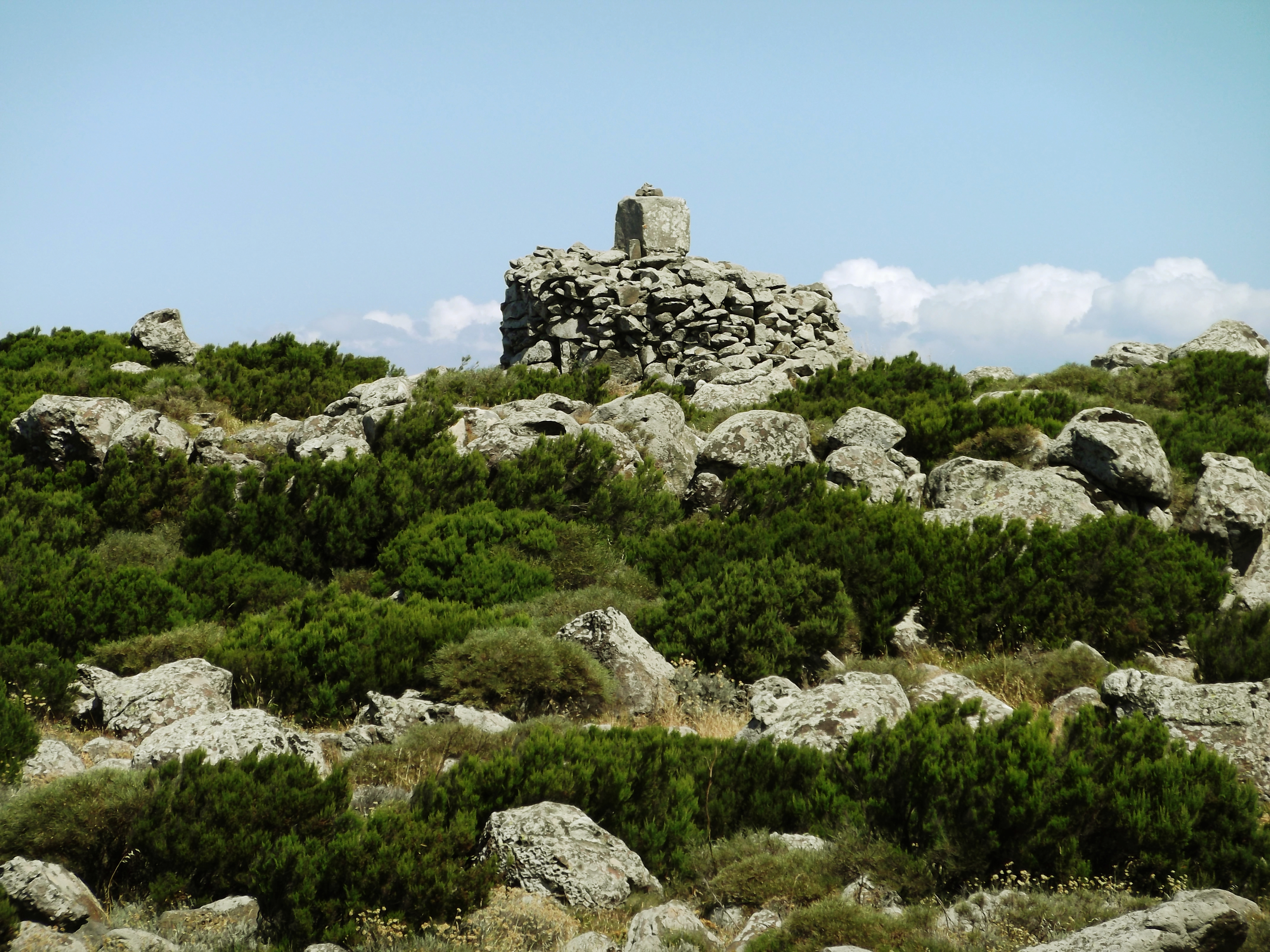
Manufatto che costituisce il vertice trigonometrico di monte Urtigu. La costruzione è risalente alle esplorazioni di Alberto La Marmora

Sulla sua sommità è presente un segnale trigonometrico usato dal generale e cartografo Alberto La Marmora per le prime misurazioni delle quote; poche decine di metri più in basso, sul versante nord si trovano i resti di insediamenti nuragici.
Esiste qualche imprecisione riguardo la toponomastica. Sembra che sia più corretto riferirsi all'intero monte come "Su Mullone" (in italiano significa mucchio di pietre) mentre il Monte Urtigu sarebbe la cima, spesso non nominata, che si trova nella zona indicata come S'Alonìa poco più a nord.